# 14.º Prêmio Capes de Tese (2019)
O 14º Prêmio Capes de Tese foi um evento organizado em 2019 pela Coordenação de Aperfeiçoamento de Pessoal de Nível Superior (CAPES) com o propósito de premiar as melhores teses de doutorado, de diferentes campos científicos, que foram defendidas no ano de 2018 em instituições de ensino superior brasileiras.
Nesta 14ª edição do Prêmio Capes, que foi histórica, pois, considerando sua primeira edição em 2006, esta edição de 2019 foi a que recebeu o maior número de inscrições (um total de 1.142 teses), um recorde histórico entre as teses de doutorado que foram defendidas no ano de 2018. Das teses que haviam sido inscritas pelos programas de pós-graduação stricto sensu de instituições de ensino superior (IES) que participaram do concurso, 49 delas foram selecionadas como vencedoras, enquanto 98 receberam "menção honrosa".

## Grande Prêmio de Tese
Em 2019, o Prêmio Capes de Tese homenageou nomes da história da ciência no Brasil, designando as três categorias que compõem o Grande Prêmio Capes de tese que estão divididas nas seguintes áreas:
- Oscar Sala (representando Engenharias, Ciências Exatas e da Terra e Multidisciplinar (Materiais e Biotecnologia));
- Graziela Maciel Barroso (representando Ciências Biológicas, Ciências da Saúde e Ciências Agrárias);
- Josué de Castro (representando Ciências Humanas, Linguística, Letras e Artes e Ciências Sociais Aplicadas e Multidisciplinar (Ensino)).

## Vencedores
Na edição de 2019 que avaliou as teses de doutorado defendidas em 2018, os vencedores do Grande Prêmio foram as seguintes:

### Grande Prêmio Capes de Tese
|                             | Prêmio da categoria     | Tese                                                                                                | Autor(a)              | Orientador(a)                                                                         | Universidade | Acesso à tese | Ref. |
| Grande Prêmio Capes de Tese | Oscar Sala              | Fenômenos de spintrônica e magnônica em materiais magnéticos                                        | José Holanda da Silva | Sergio Machado Rezende                                                                | UFPE         |               |      |
| Grande Prêmio Capes de Tese | Graziela Maciel Barroso | Domesticação das Florestas Amazônicas                                                               | Carolina Levis        | Flávia Regina Capellotto, Charles Roland Clement, Marielos Peña Claros, Frans Bongers | INPA         |               |      |
| Grande Prêmio Capes de Tese | Josué de Castro         | Coparenting across the transition to parenthood: qualitative evidence from south-brazilian families | Beatriz Schmidt       | César Augusto Piccinini, Giana Bitencourt Frizzo, Sarah Schoppe-Sullivan              | UFRGS        |               |      |